# Bourse
Bourse är en tunnelbanestation i Paris metro för linje 3 i andra arrondissementet. Stationen öppnades år 1904 och är belägen under Place de la Bourse. Stationen är uppkallad efter Bourse de Paris.

## Omgivningar
- Notre-Dame-des-Victoires
- Bourse de Paris
- Rue du Quatre-Septembre

## Bilder
| - Tunnelbanestationen Bourse. - Notre-Dame-des-Victoires. - Bourse de Paris. - Rue du Quatre-Septembre. |